# استاد الخور
ملعب نادي الخور هو ملعب متعدد الأغراض في بلدة الخور الساحلية في قطر، والتي تعد مقر نادي نادي الخور الرياضي. تبلغ سعة الملعب 12,000، مما يجعله ملعبًا متوسط الحجم في دوري نجوم قطر.